# Frazione diadica
In matematica, una frazione diadica - o razionale diadico - è un numero razionale espresso sotto forma di frazione, il denominatore della quale è una potenza di 2. Quindi un numero del tipo
{\displaystyle {\frac {a}{2^{n}}}.}
Questi numeri hanno la proprietà di avere una espansione diadica finita.
L'insieme dei numeri razionali diadici è denso in {\displaystyle \mathbb {R} }: ogni numero reale {\displaystyle x} può essere approssimato arbitrariamente dalla frazione diadica
{\displaystyle {\frac {\lfloor 2^{i}x\rfloor }{2^{i}}}.}

## Operazioni
La somma, il prodotto e la differenza tra due frazioni diadiche genera un'altra frazione diadica:
{\displaystyle {\frac {a}{2^{b}}}+{\frac {c}{2^{d}}}={\frac {2^{d-b}a+c}{2^{d}}}\qquad (d\geq b)}
{\displaystyle {\frac {a}{2^{b}}}-{\frac {c}{2^{d}}}={\frac {2^{d-b}a-c}{2^{d}}}\qquad (d\geq b)}
{\displaystyle {\frac {a}{2^{b}}}-{\frac {c}{2^{d}}}={\frac {a-(2^{b-d})c}{2^{b}}}\qquad (d<b)}
{\displaystyle {\frac {a}{2^{b}}}\cdot {\frac {c}{2^{d}}}={\frac {a\cdot c}{2^{b+d}}}.}
Tuttavia, quando dividiamo una frazione diadica per un'altra il risultato non è necessariamente una frazione diadica. Per questo motivo, i numeri diadici non formano un campo, ma solo un sottoanello dei numeri razionali.